# Betz Architekten Planungsgesellschaft

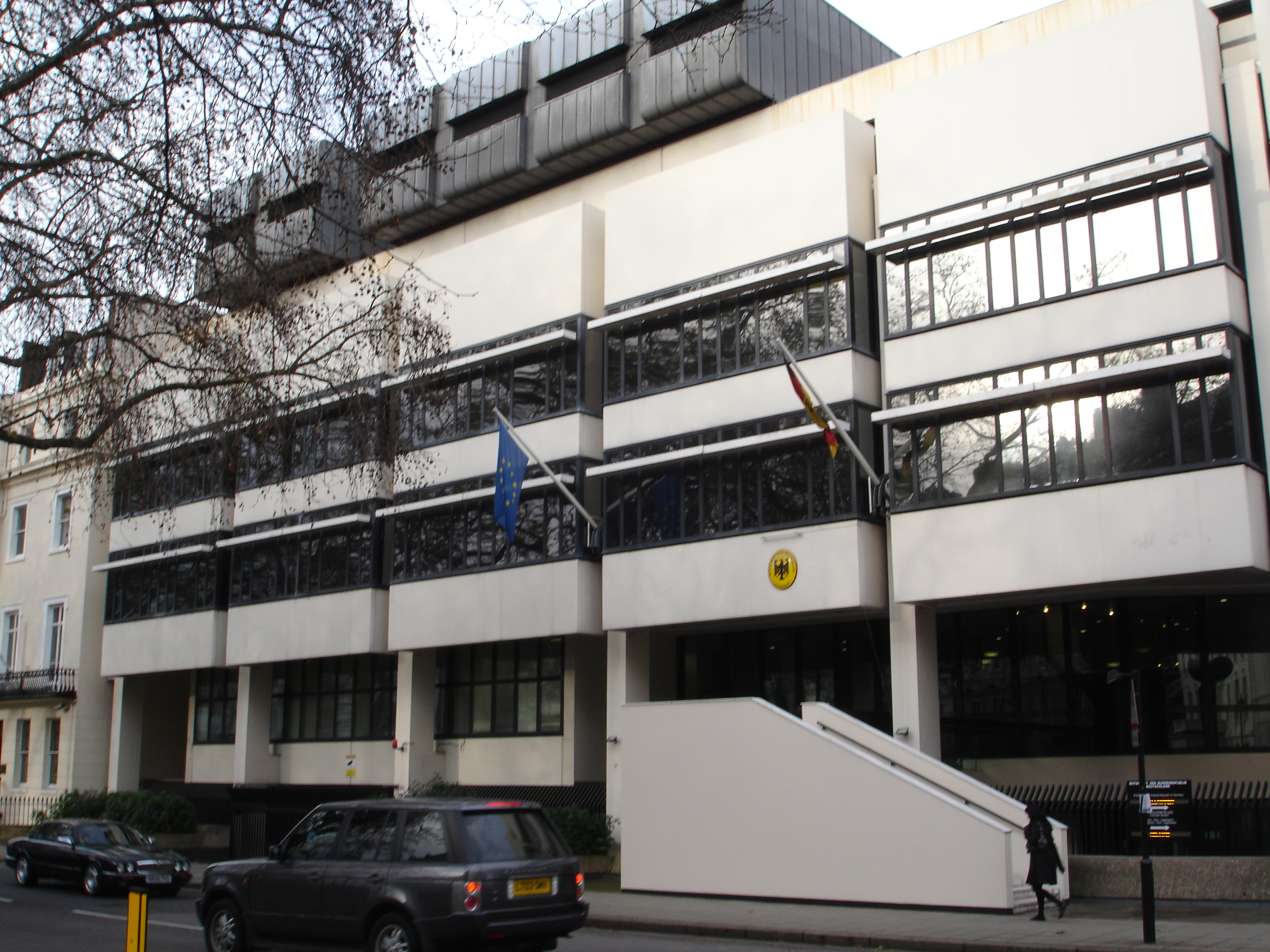
Deutsche Botschaft London

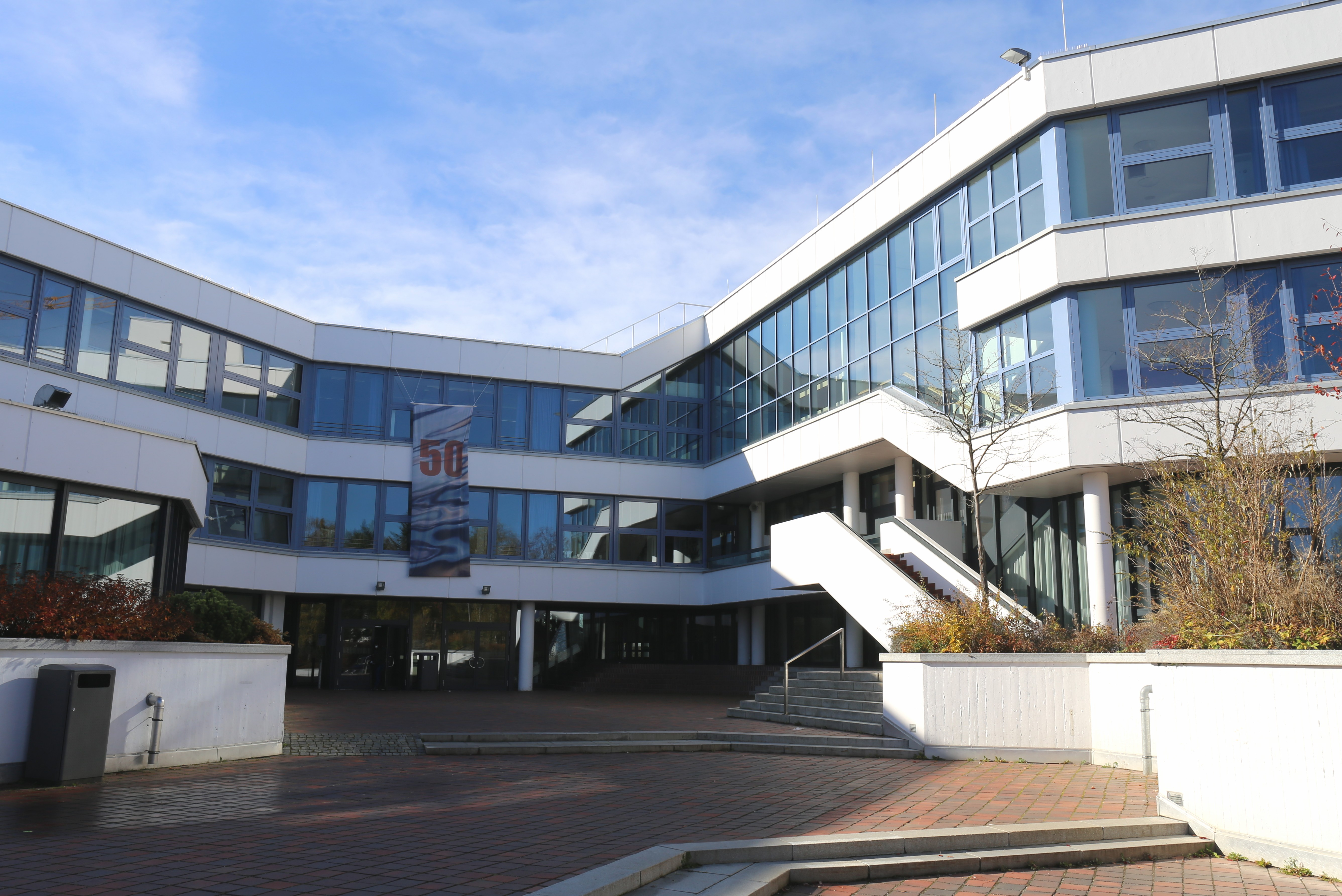
Lise-Meitner-Gymnasium Unterhaching

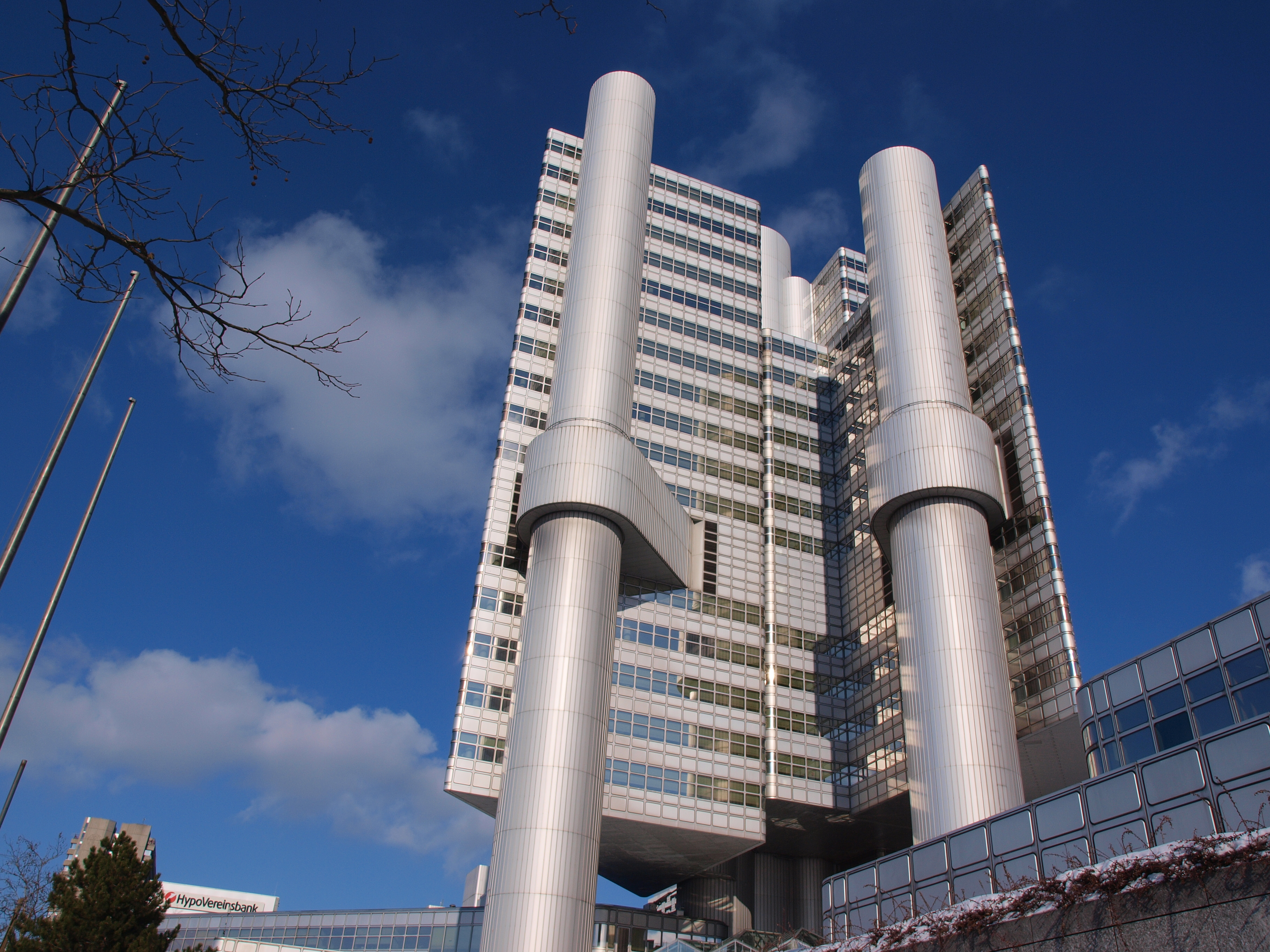
Hypo-Turm in München

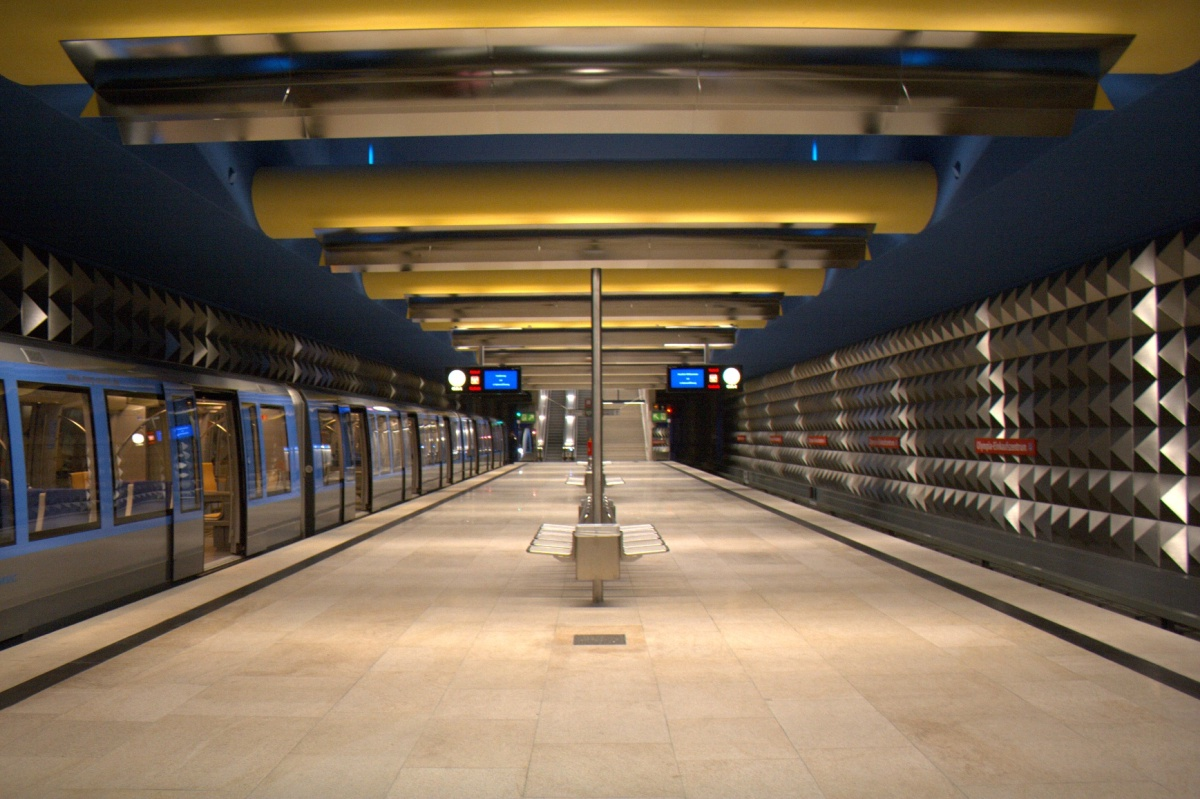
U-Bahnhof Olympia-Einkaufszentrum

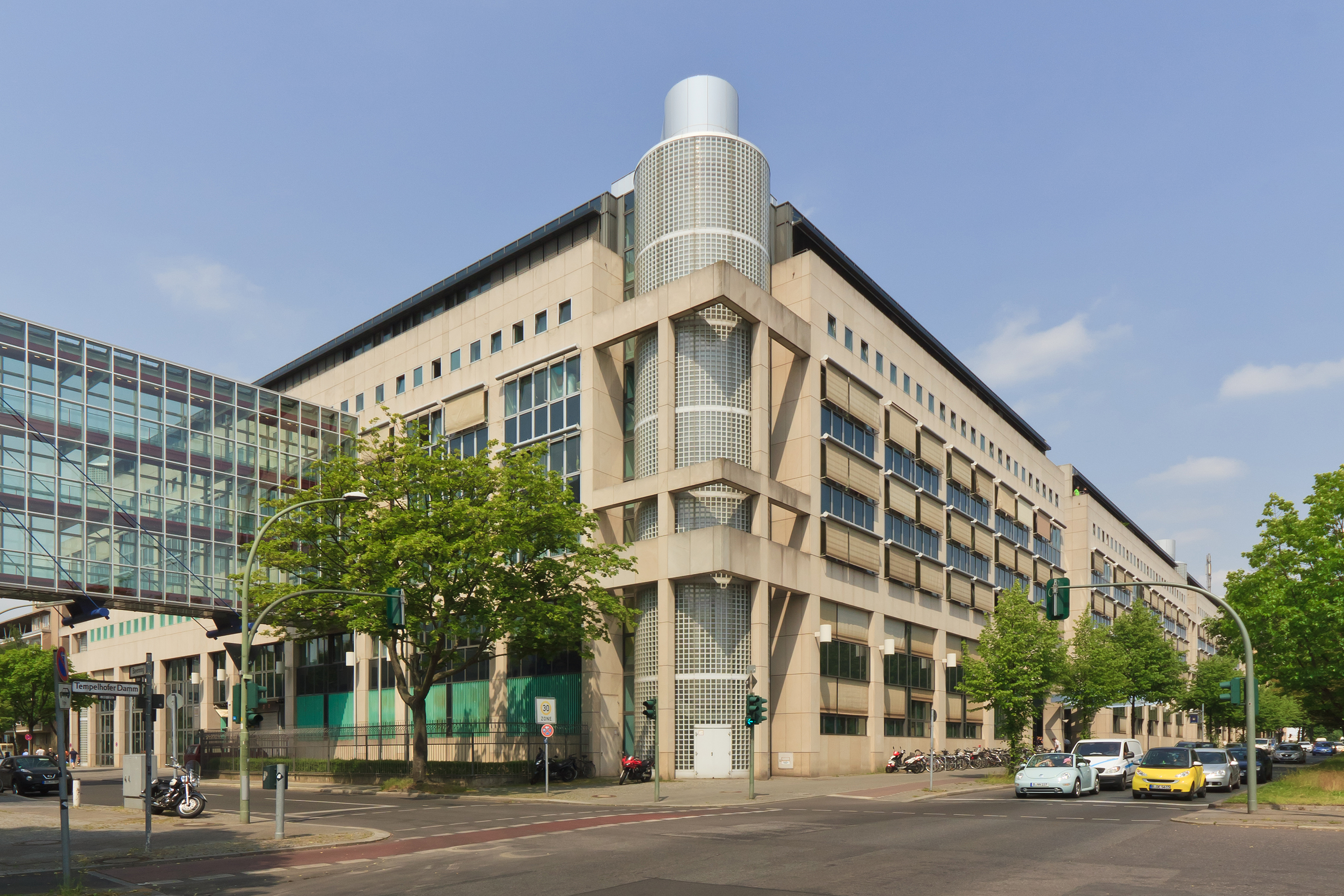
LKA Berlin-Tempelhof

Betz Architekten Planungsgesellschaft ist ein deutsches Architekturbüro. Es wurde von den Architekten Walther und Bea Betz mit Büros in München (ab 1957), Würzburg (ab 1965) und Berlin (ab 1988) betrieben. Seit 1994 führt Oliver Betz das Büro München.

## Partner
Bea Betz (geb. Beatrix Fütterer, * 13. August 1928 in Braunschweig, † 20. Dezember 2018) verbrachte ihre Kindheit und Schulzeit nach Stationen in Berlin und Hannover ab 1938 in Budapest. 1945 wurde sie durch eine Zufallsbegegnung mit dem Münchener Architekten Hans Döllgast zum Architekturstudium animiert. Sie studierte von 1949 bis 1954 an der TH München. In den vorlesungsfreien Zeiten arbeitete sie in den Architektenbüros von Reinhard Riemerschmid in München und Rolf Gutbrod in Stuttgart. Von 1951 bis 1952 ging sie als Fulbright-Stipendiatin an das Carnegie Institute of Technology in Pittsburgh Anschließend machte sie eine Rundreise zu den Bauten Frank Lloyd Wrights an und erhielt eine Fü̈hrung durch Fallingwater von dessen Besitzer Edgar J. Kaufmann. Nach dem Studium, das sie 1954 als eine der vier Jahrgangsbesten mit dem Diplom abschließt, arbeitet sie zunächst im Buüro von Georg Alexander Roemmich. Daneben entstehen erste eigene Projekte und Wettbewerbsentwürfe gemeinsam mit Walther Betz, den sie während des Studiums kennenlernte.
Walther Betz (* 3. März 1929 in Würzburg, † 7. Januar 2010 in München) studierte von 1949 bis 1953 an der TH München, wo er 1960 promovierte.
Das Ehepaar arbeitete nach der Heirat 1957 zusammen, die ersten Aufträge beinhalten die Planung von Einfamilien- und Ferienhäusern in Unterfranken, der Heimat von Walther Betz.
später auch mit ihrem Sohn Oliver Betz als Juniorpartner.

## Bauten
- 1959: Mehrfamilienhaus Ziegler-Gahm in Würzburg
- 1959–1961: Haus Haury in Sibichhausen am Starnberger See (Erweiterungsbau 1980)[6][7]
- vor 1961: Haus Gautier in Starnberg
- 1964: Haus Dr. Reinäcker in Volkach[8][9]
- 1966: Haus Schaefer in Würzburg[10][11]
- vor 1968: Jugendfreizeitheim in München-Pasing[12]
- vor 1968: Kreiskrankenhaus in Gerolzhofen[12]
- 1969–1982: Hauptverwaltung für die Bayerische Hypotheken- und Wechselbank in München (mit Eberhard Mehner)
- 1970: Deutscher Pavillon auf der Expo ’70 in Osaka
- 1970: Haus Taeuberhahn in Gambach am Main[13]
- 1971: Wolffskeel-Realschule in Würzburg
- 1972: Verwaltungsgebäude für die Alte Leipziger Lebensversicherung in Würzburg
- 1972: Altenwohnheim und Schwesternhaus in Karlstadt
- 1972: Seinsheimschule in Rottendorf (gilt als ein Vorreiter des modernen Schulbaus in Deutschland)[14]
- 1981: Hypo-Turm am Arabellapark in München ⊙
- 1975: Lise-Meitner-Gymnasium Unterhaching (2. Abschnitt 2005) ⊙
- 1975: Hörsaalgebäude P4 der Fakultät für Naturwissenschaften der Julius-Maximilians-Universität Würzburg[15]
- 1978: Deutsche Botschaft London (Civic Trust Award)
- 1979–1980: Haus Sieglinde Haury (BDA-Preis Bayern 1982)[16]
- 1982: Wohnanlage Schleißheimer Straße in München
- 1985: Haus Scharff in Reutlingen
- 1988: Reihenhausanlage Am Haidelweg in München
- 1988: Kurgastzentrum in Bad Reichenhall
- 1991: Gebäude für die Bayerische Landeszentralbank in Würzburg
- 1993–1996: Erweiterungsbau für das Hotel Berlin (mit Michael König)[17]
- 1994–1994: Landeskriminalamt Berlin am Tempelhofer Damm[18] ⊙
- 1998: Hypo-Haus-Ost – Verwaltungsgebäude der HypoVereinsbank in München
- 2004–2007: U-Bahnhof Olympia-Einkaufszentrum ⊙
- Deutsches Archäologisches Institut Istanbul
- Haus Zimmermann in Feldafing

## Preise und Ehrungen
- 1971: BDA-Preis Bayern für Haus Taeuberhahn mit Atelier, Gambach/Main
- 1973: Förderpreis für Architektur der Landeshauptstadt München
- 1979: Civic Trust Award, London
- 1979: British Concrete Society Award
- 1981: BDA-Preis Bayern für Haus Haury, Sibichhausen
- 2009: Architekturpreis der Landeshauptstadt München